# تجارب إيران الصاروخية
تقوم إيران باختبار وإنتاج صواريخ منذ الحرب مع العراق لزيادة قدراتها العسكرية. كانت هناك سلسلة من اختبارات الصواريخ التي أجرتها إيران:
- في 10 أكتوبر 2015، اختبرت إيران صاروخ عماد الذي يبلغ مداه المعلن 1700 كم ونظام توجيه دقيق جديد[2]
- في 21 نوفمبر 2015، ورد أن إيران أجرت اختبارًا لـ قدر -110، حيث تم الإبلاغ عن مدى مختلف بين 1500 و2000 كم.[3]
- في 8 و9 مارس 2016، قامت إيران باختبار عدة صواريخ، بما في ذلك قيام 1.
- في 29 يناير 2017، اختبرت إيران صاروخ خرمشهر الباليستي متوسط المدى الذي طار 600 ميل قبل أن ينفجر، في اختبار فاشل لمركبة عائدة.[4]
- في 23 سبتمبر 2017، اختبرت إيران صاروخًا باليستيًا آخر بعد عرضه في عرض عسكري في طهران. [5]
- خلال شهر كانون الثاني / يناير 2018، أطلقت ستة صواريخ حية على معقل لتنظيم الدولة الإسلامية في محافظة دير الزور في سوريا.[6]
- بين فبراير / شباط وأغسطس / آب 2018، أجرت إيران سبع رحلات تجريبية: واحدة خرمشهر، واثنتان من طراز شهاب 3، وصاروخ قيام وثلاثة صواريخ ذو الفقار. وبحسب رئيس مجلس الأمن التابع للأمم المتحدة، فإن ذلك «مخالف للقرار 2231» لأن الصواريخ كانت جميعها أنظمة من الفئة الأولى خاضعة للتحكم في تكنولوجيا الصواريخ وغير قادرة على حمل رؤوس حربية نووية. [6]
- في أغسطس 2018، كشفت وزارة الدفاع الإيرانية النقاب عن صاروخين جديدين: فكور و«فتح مبين»، أحدث إضافة إلى سلسلة فاتح للصواريخ الباليستية التكتيكية قصيرة المدى التي يبلغ مداها حوالي 1300 كيلومتر. [6]
- في الأول من كانون الأول (ديسمبر) 2018، تم اختبار صاروخ خرمشهر الباليستي متوسط المدى في منشأته بالقرب من شهرود، شمال شرق إيران.[7] [6]
- في 2 فبراير 2019، أعلنت طهران عن الاختبار الناجح لصاروخ كروز هويزة الذي يبلغ مداه أكثر من 1350 كيلومترًا (838 ميلًا) خلال الاحتفالات بالذكرى الأربعين لثورة 1979. [6]
- في 7 شباط / فبراير 2019، تم الكشف عن صاروخ دزفول الباليستي، ويبلغ مداه ألف كيلومتر (600 ميل). ونقلت قناة برس تي في الإيرانية عن حاجي زاده قوله إن الحرس الثوري «سيواصل تجارب الصواريخ... ويخطط لإجراء أكثر من 50 تجربة صاروخية كل عام».[8] [6]
- أطلقت إيران في 7 كانون الثاني / يناير 2020 أكثر من عشرة صواريخ باليستية على قاعدة الأسد العسكرية في العراق التي تضم قوات أميركية.

## ردود فعل
بعد إطلاق الاختبار في مارس 2016، طلبت الولايات المتحدة من مجلس الأمن التابع للأمم المتحدة مناقشة الاختبارات. وقالت السفيرة الأمريكية لدى الأمم المتحدة سامانثا باور إن الاختبارات كانت استفزازية ومزعزعة للاستقرار. كان صاروخا واحدا على الأقل مكتوب عليه باللغة العبرية "ישראל צריכה להמחק מעל פני האדמה" («يجب أن تمحى إسرائيل من على وجه الأرض»). تختلف المصادر حول ما إذا كانت الاختبارات تنتهك قرارات مجلس الأمن. 
في 29 مارس 2016، كتبت الولايات المتحدة وبريطانيا وفرنسا وألمانيا رسالة مشتركة إلى الأمين العام للأمم المتحدة بان كي مون تتهم إيران بـ «تحدي» قرار مجلس الأمن رقم 2231 الذي صادق على اتفاق يوليو 2015. وقالت الرسالة إن الصواريخ «قادرة بطبيعتها على حمل أسلحة نووية». ومع ذلك، لم يصل إلى حد القول إن الاختبارات كانت غير قانونية. يدعو القرار 2231 إيران إلى الامتناع عن أي نشاط يتعلق بالصواريخ ذات القدرة النووية، لكن وفقًا للدبلوماسيين، فإن اللغة ليست ملزمة قانونًا ولا يمكن فرضها بإجراءات عقابية.
بعد تجربة إيران الصاروخية في 29 يناير 2017، في 3 فبراير، فرضت إدارة ترامب عقوبات على 25 فردًا وكيانًا تابعين لإيران، والتي قالت إنها ليست سوى «خطوات أولية»، حيث أضاف مستشار الأمن القومي لترامب مايكل فلين. أن ″أيام غض الطرف عن تصرفات إيران العدائية تجاه الولايات المتحدة والمجتمع الدولي قد ولت″   